# (15397) Ksoari
(15397) Ksoari est un astéroïde de la ceinture principale.

## Description
(15397) Ksoari est un astéroïde de la ceinture principale. Il fut découvert le 27 octobre 1997 à Heppenheim par l'observatoire de Starkenburg. Il présente une orbite caractérisée par un demi-grand axe de 2,63 UA, une excentricité de 0,05 et une inclinaison de 2,8° par rapport à l'écliptique.

## Compléments